# La Vergne (Tennessee)
La Vergne è una città degli Stati Uniti d'America, situata nello Stato del Tennessee, nella contea di Rutherford.